# Hohenbergstraße
Die Hohenbergstraße befindet sich im 12. Wiener Gemeindebezirk, Meidling.

## Verlauf und Charakteristik

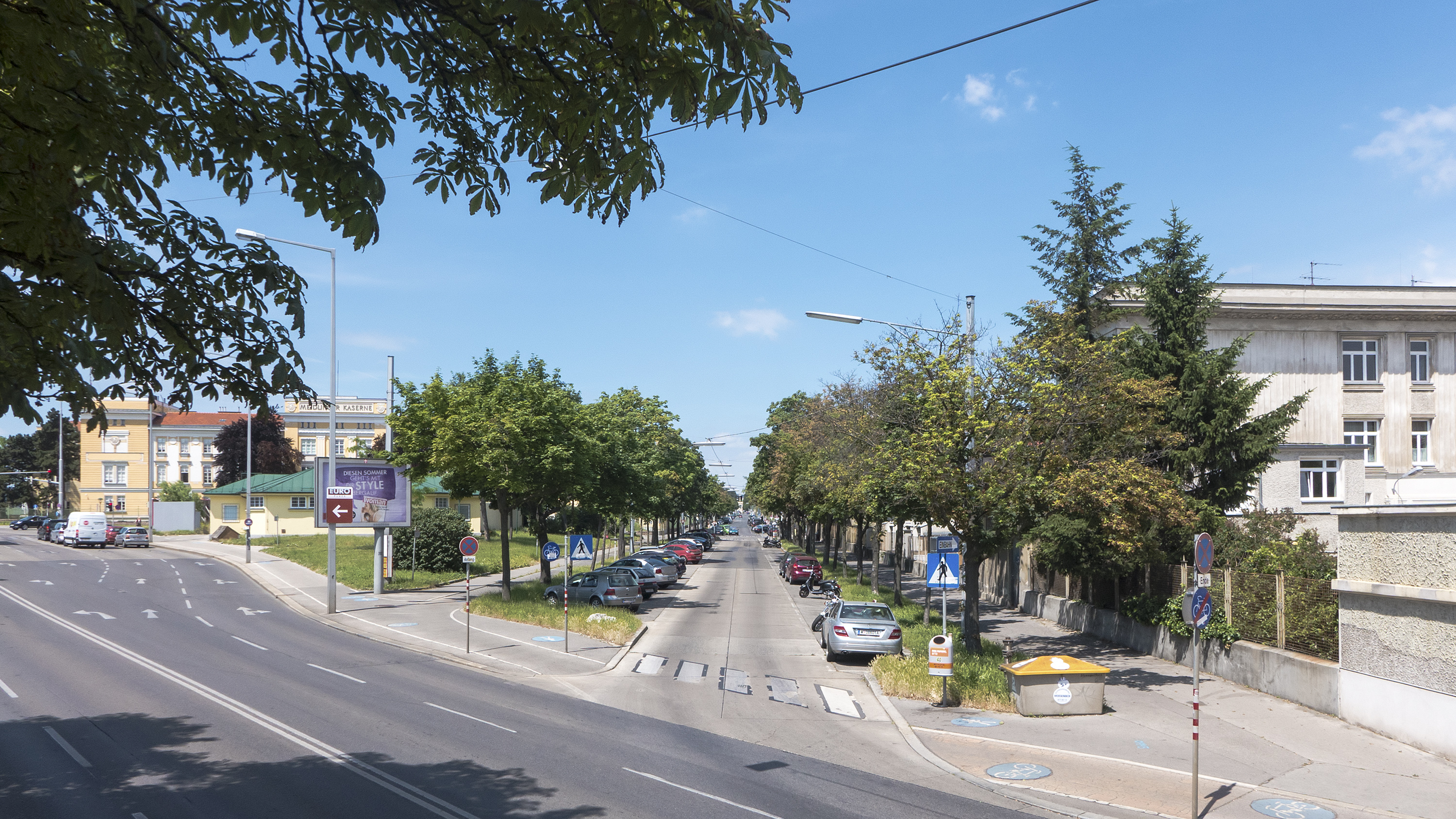
Hohenbergstraße (Mitte) von der Edelsinnstraße (links) nach Westen

Die Straße verläuft in ost-westlicher Richtung geradeaus von der Edelsinnstraße nahe der Philadelphiabrücke bis zur Maria-Theresien-Brücke über die Grünbergstraße; jenseits der Brücke befindet sich das Meidlinger Tor des Schönbrunner Schlossparks, in dem eine Allee weiterhin geradeaus zur Gloriette führt. Die Straße befindet sich auf dem gleichen Höhenrücken wie die Gloriette, dem Grünen Berg bzw. der Meidlinger Höhe; nach Norden fällt das Gelände von der Straße weg Richtung Wiental beträchtlich ab.
Die Hohenbergstraße ist als Allee angelegt und besitzt einen Radweg. Sie wird nahezu in ihrer ganzen Länge von Autobussen der Linien 8A und 63A befahren. Haltestellen bestehen an den Ecken zu Ruckergasse, Aichholzgasse (bei der Gatterhölzlkirche), Schwenkgasse und Stranitzkygasse.
Die Straße erstreckt sich überwiegend zwischen ausgedehnten, ruhig gelegenen städtischen Wohnhausanlagen. An der südlichen Straßenseite grenzt in der zentrumsseitigen Hälfte der Straße ein von Polizei und Bundesheer genütztes, bis zur Edelsinnstraße reichendes Kasernenareal an, die ehemalige Meidlinger Trainkaserne.

## Geschichte

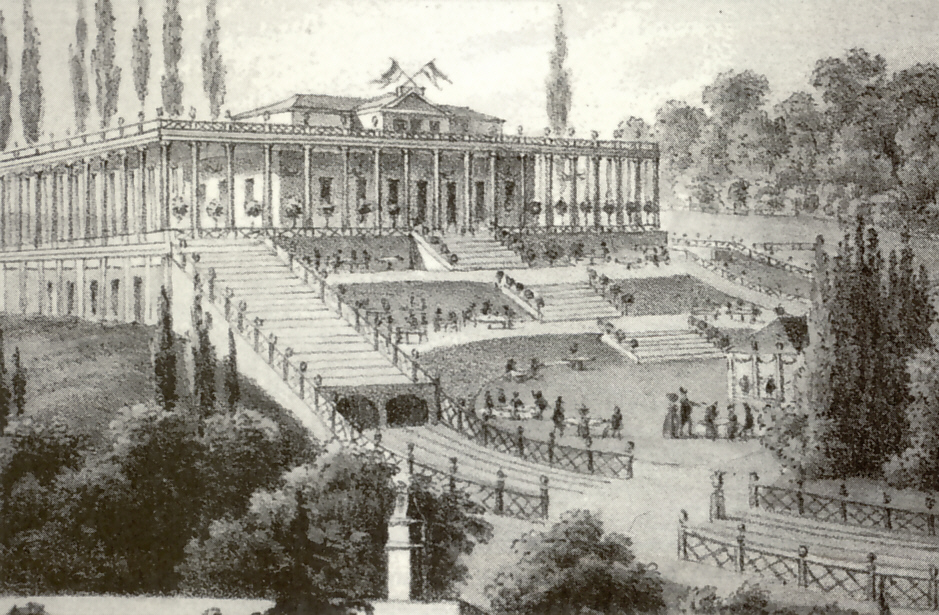
Tivoli (1830)

Der zentrumsfernere Teil der Straße wurde 1778 im Gebiet der späteren Wiener Vorortgemeinde Meidling angelegt – als Allee und als Sichtachse zur östlichen Seitenfront der Gloriette im Schönbrunner Schlosspark. Sie erhielt daher den Namen Gloriettegasse. Am parkseitigen Ende des Straßenzuges befinden sich an der Maria-Theresien-Brücke zwei Sphingen als Plastiken. Nach der Eingemeindung nach Wien (1892) wurde die Gasse, da der bisherige Name auch für eine Gasse in Verlängerung der westlichen Achse der Gloriette im nunmehrigen Nachbarbezirk Hietzing in Gebrauch war, 1894 umbenannt: nach dem Architekten Johann Ferdinand Hetzendorf von Hohenberg, der die Gloriette 1772–1776 im Auftrag Kaiserin Maria Theresias errichtet hatte.
Ursprünglich lag die Straße im Grünland. Hier befanden sich unverbaute Wiesen und ein Gatterhölzl genannter Wald, in dem sich die Moldaukapelle aus der Zeit der zweiten Wiener Türkenbelagerung befand. 1830 wurde auf dem Abhang zum Wiental das Vergnügungsetablissement „Tivoli“ eröffnet, das lokale Berühmtheit erreichte, wirtschaftlich aber eine sehr wechselvolle Geschichte hatte und 1967 endgültig stillgelegt werden musste. Es wurde zu einem Ausflugsziel, von dem man einen schönen Blick hinunter hatte: anfangs auf das biedermeierliche Wien in seinen Stadtmauern, später auf die sich rasch entwickelnde Großstadt.
Weiter östlich, zwischen Aichholzgasse und Ruckergasse, nahm 1888 (an der späteren nördlichen Straßenseite) das Schlachthaus Meidling seinen Betrieb auf, das 1953 Wohnbauten weichen musste. Um 1900 wurde die Straße ostwärts von der Schwenkgasse, am Schlachthaus vorbei, bis zur Edelsinnstraße verlängert, als nördliche Begrenzung des Areals der 1904–1906 errichteten Meidlinger Kaserne. In der Zwischenkriegszeit des Roten Wien entstanden ausgedehnte gartenstadtähnliche Gemeindebauten (kommunale Wohnhausanlagen).

## Bemerkenswerte Bauwerke
Am zentrumsseitigen (östlichen) Anfang der Hohenbergstraße, zwischen Edelsinnstraße und Ruckergasse, liegt nordseitig das Gelände der ehemaligen Straßenbahnremise Koppreitergasse, südseitig eine kleine Grünfläche, in der sich früher ein städtisches Kinderfreibad befand.
Gerade Hausnummern: an der nördlichen Straßenseite; ungerade Hausnummern: an der südlichen Straßenseite

Meidlinger Trainkaserne

### Nr. 1: Meidlinger Kaserne
Zwischen Ruckergasse und Schwenkgasse liegt das ausgedehnte Gelände der ehemaligen Meidlinger Trainkaserne. Sie wurde 1904–1906 im Zuge der groß angelegten Kasernentransaktion als Ersatz für die Trainkaserne in der Ungargasse und die Holzhofkaserne in der Favoritenstraße von den Architekten Rudolf Tropsch und Hans Prutscher errichtet. Das repräsentative Eingangsgebäude mit secessionistischem Dekor mit zwei großen Pferdeplastiken liegt an der Ruckergasse 62. Der angrenzende östliche Teil des Areals wird von der Bundespolizei genutzt. Der westliche Teil, vom Bundesheer genutzt, wurde 1967 nach zwei ermordeten NS-Gegnern Heckenast-Burian-Kaserne benannt; am Eingang Schwenkgasse 47 befindet sich ein Gedenkstein für Oberstleutnant Franz Heckenast und Hauptmann Karl Burian.

### Nr. 3–23: Wohnhausanlage Am Tivoli
Auf Nr. 3–23, an der südlichen Straßenseite, liegt die städtische Wohnhausanlage Am Tivoli. Sie wurde 1928–1930 nach Plänen des Architekten Wilhelm Peterle errichtet und ist in der Art der Wiener Gartenstadtbewegung gestaltet. Das Gelände ist locker und abwechslungsreich verbaut und besteht aus zweigeschoßigen Zweifamilienhäusern mit Gärten. Inmitten der Anlage befindet sich ein größeres Gebäude mit Kindergarten. Heute steht die Moldaukapelle zwischen den Wohnhäusern in der Arnsburggasse, sie wurde im Zuge der Errichtung der Wohnhausanlage von ihrem ursprünglichen, etwas weiter südlich befindlichen Standort hierher versetzt. Bei der Kapelle befindet sich eine Büste für den walachischen Herrscher Șerban I. Cantacuzino, der hier während der zweiten Wiener Türkenbelagerung, 1683, vor einem von ihm errichteten Kreuz betete, um das später die Kapelle errichtet wurde. (Das Kreuz wurde 1785 gestohlen und ist nicht wieder aufgetaucht.)

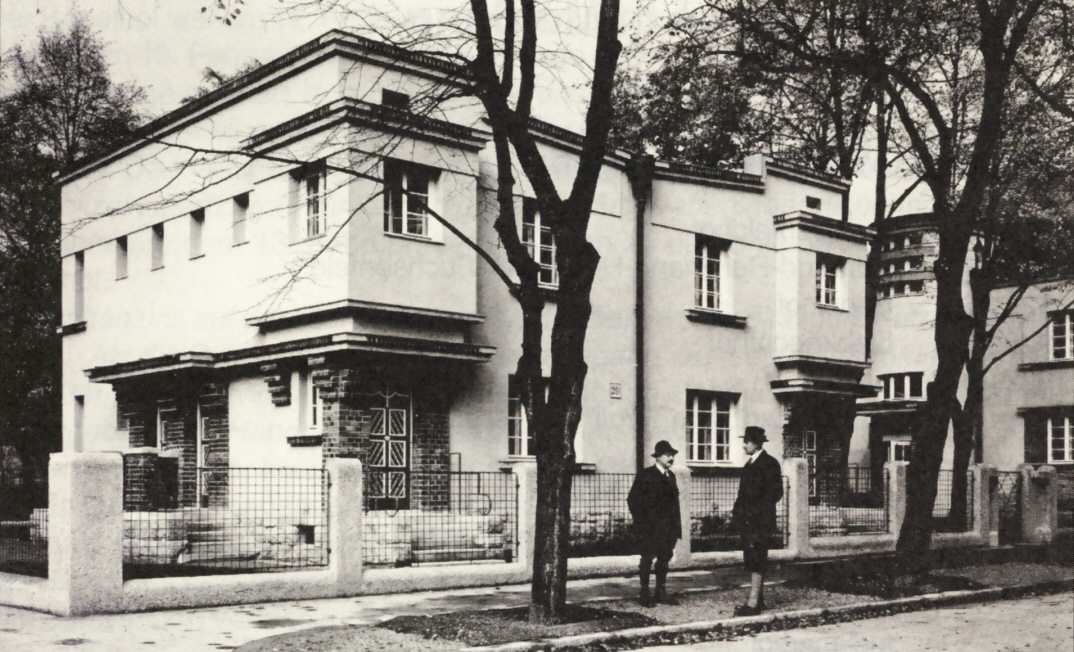
1930
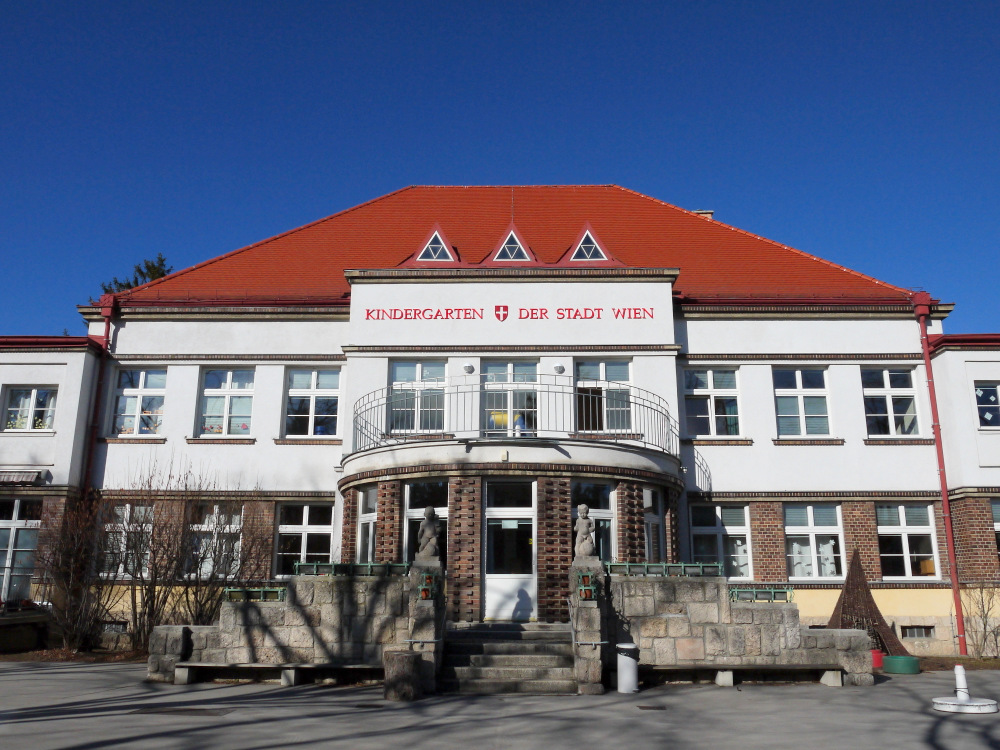
Kindergarten
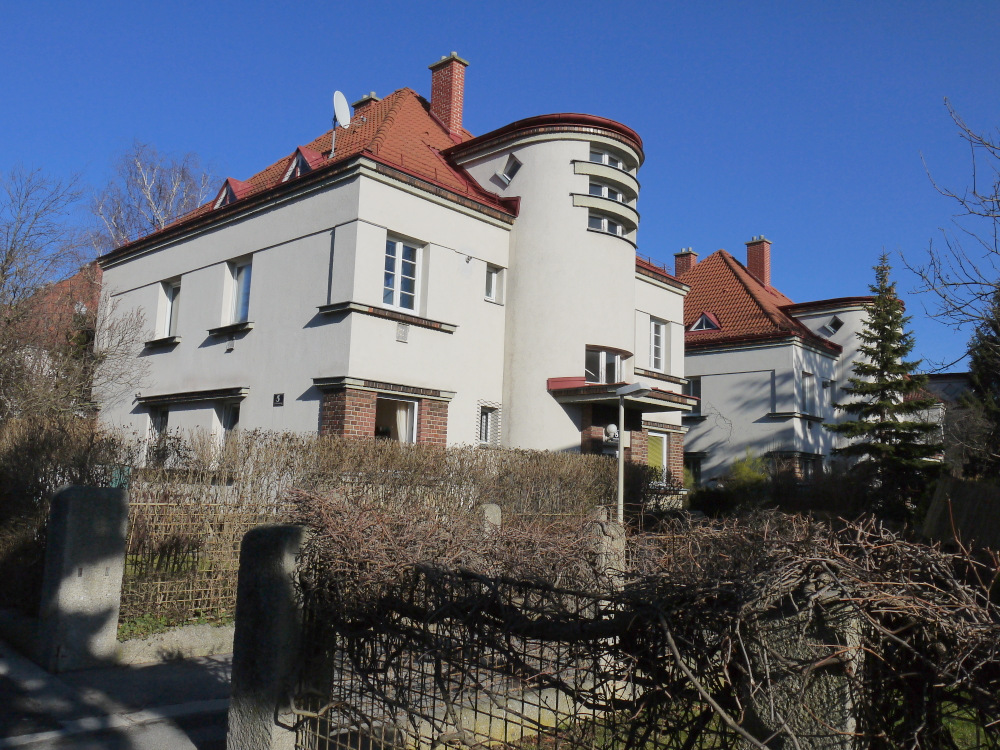
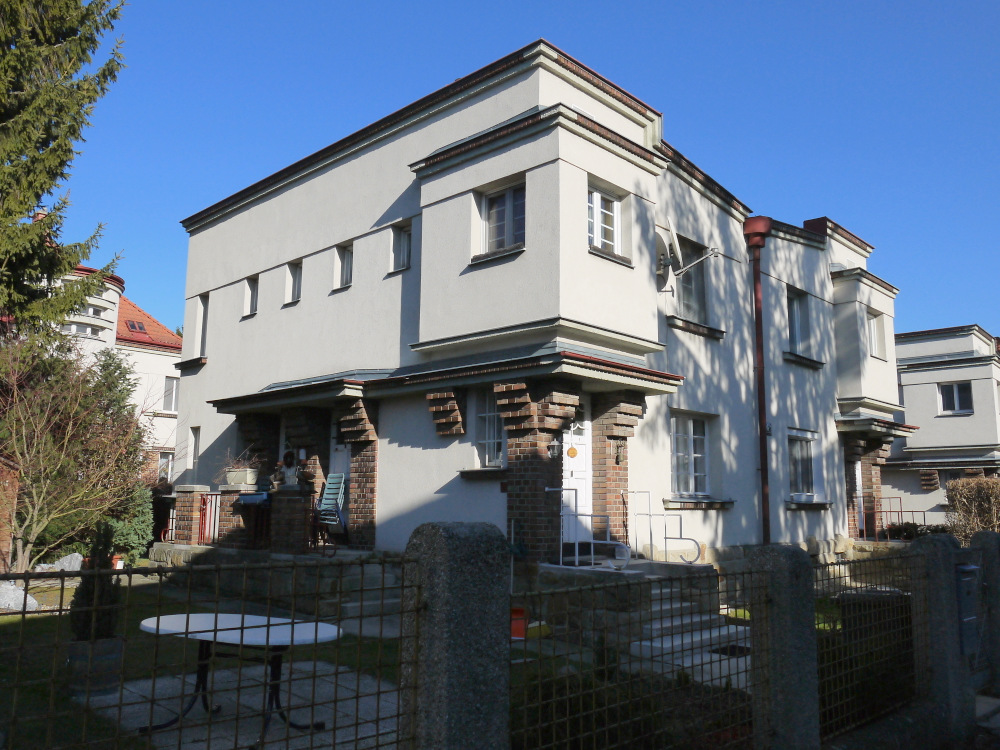
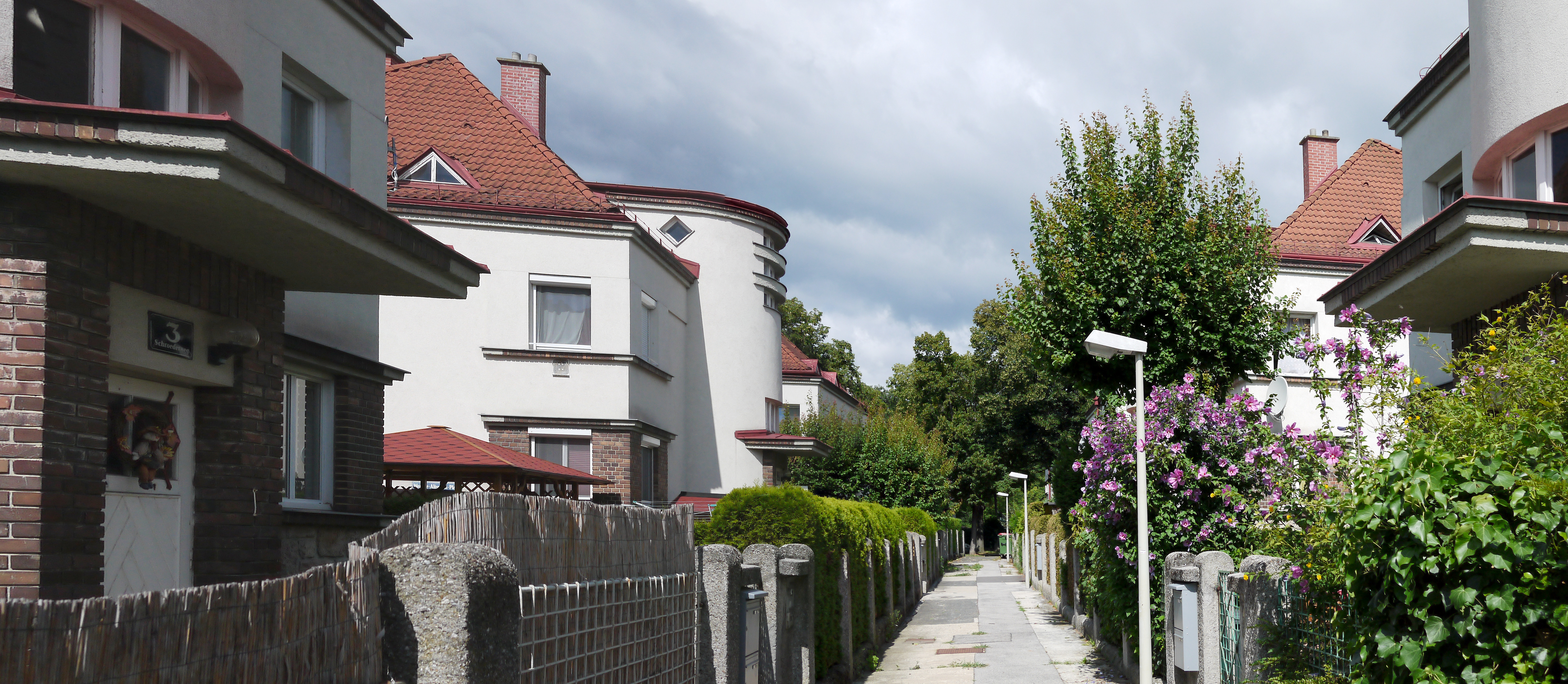
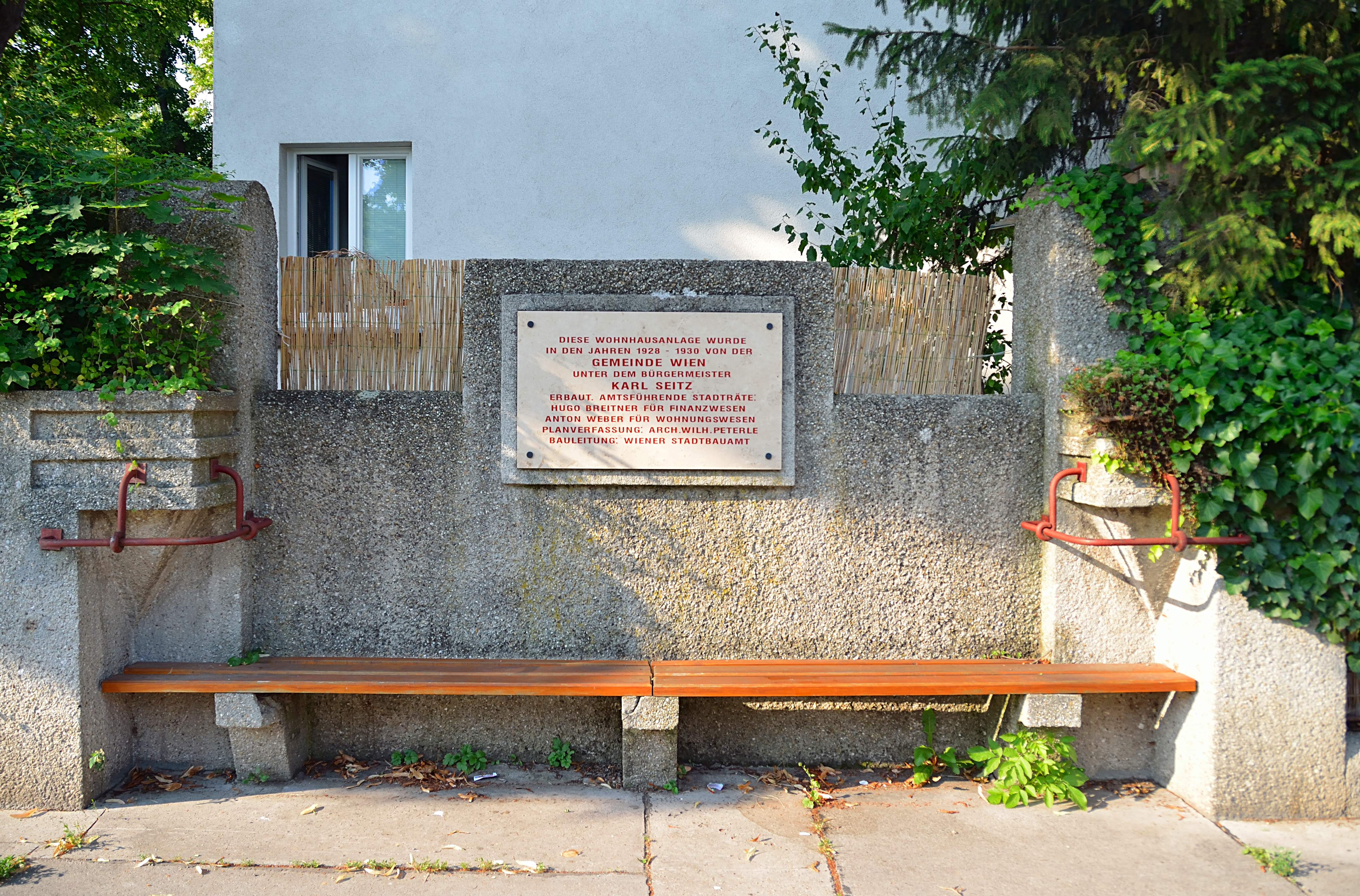

### Nr. 14–16: städtische Wohnhausanlage

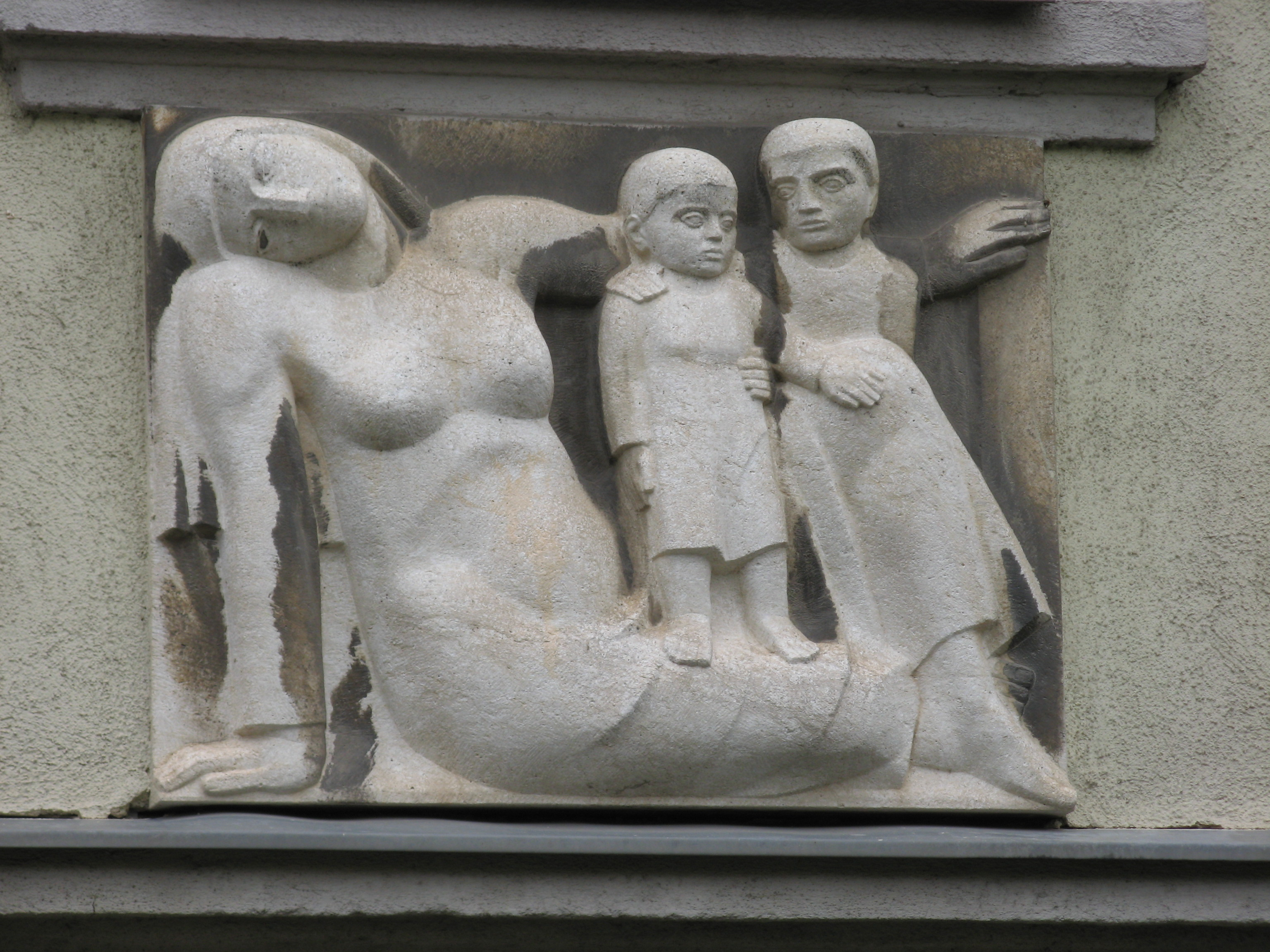
Relief Mutter mit Kindern (1953) von Adolf Treberer-Treberspurg

An der Wohnhausanlage der Gemeinde Wien, die 1951 / 1952 vom Wiener Stadtbauamt errichtet wurde, befindet sich ein steinernes Eingangsrelief, „Mutter mit Kindern“, 1953 von Adolf Treberer-Treberspurg geschaffen.

### Nr. 24–32: städtische Wohnhausanlage
Die Wohnhausanlage der Gemeinde Wien entstand 1949 / 1950 nach Plänen von Franz Mörth. An der Fassade zur Hohenbergstraße sind zwei 1949 geschaffene große Sgraffiti von Otto Rudolf Schatz zu sehen, die die vier Elemente darstellen.

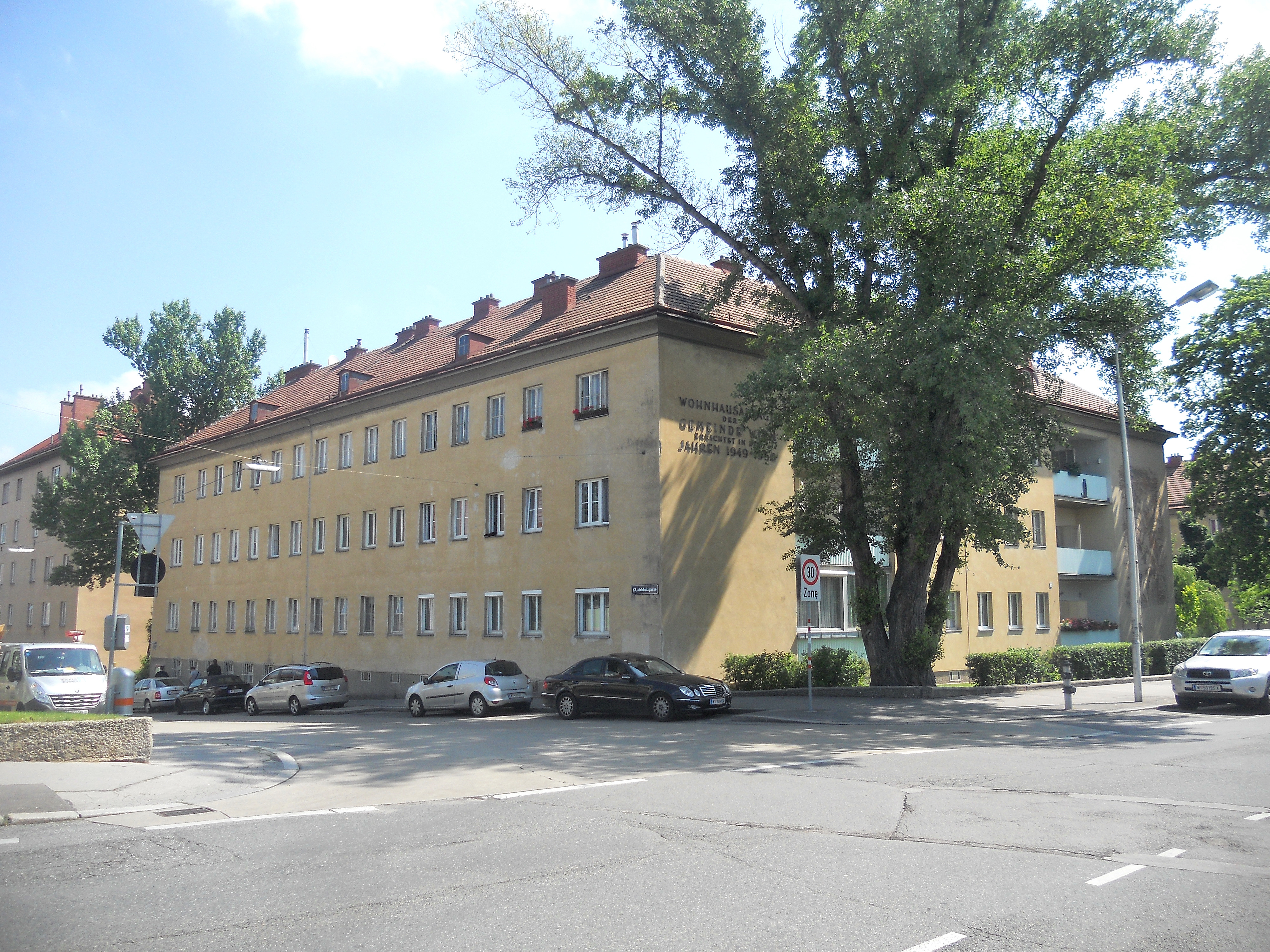
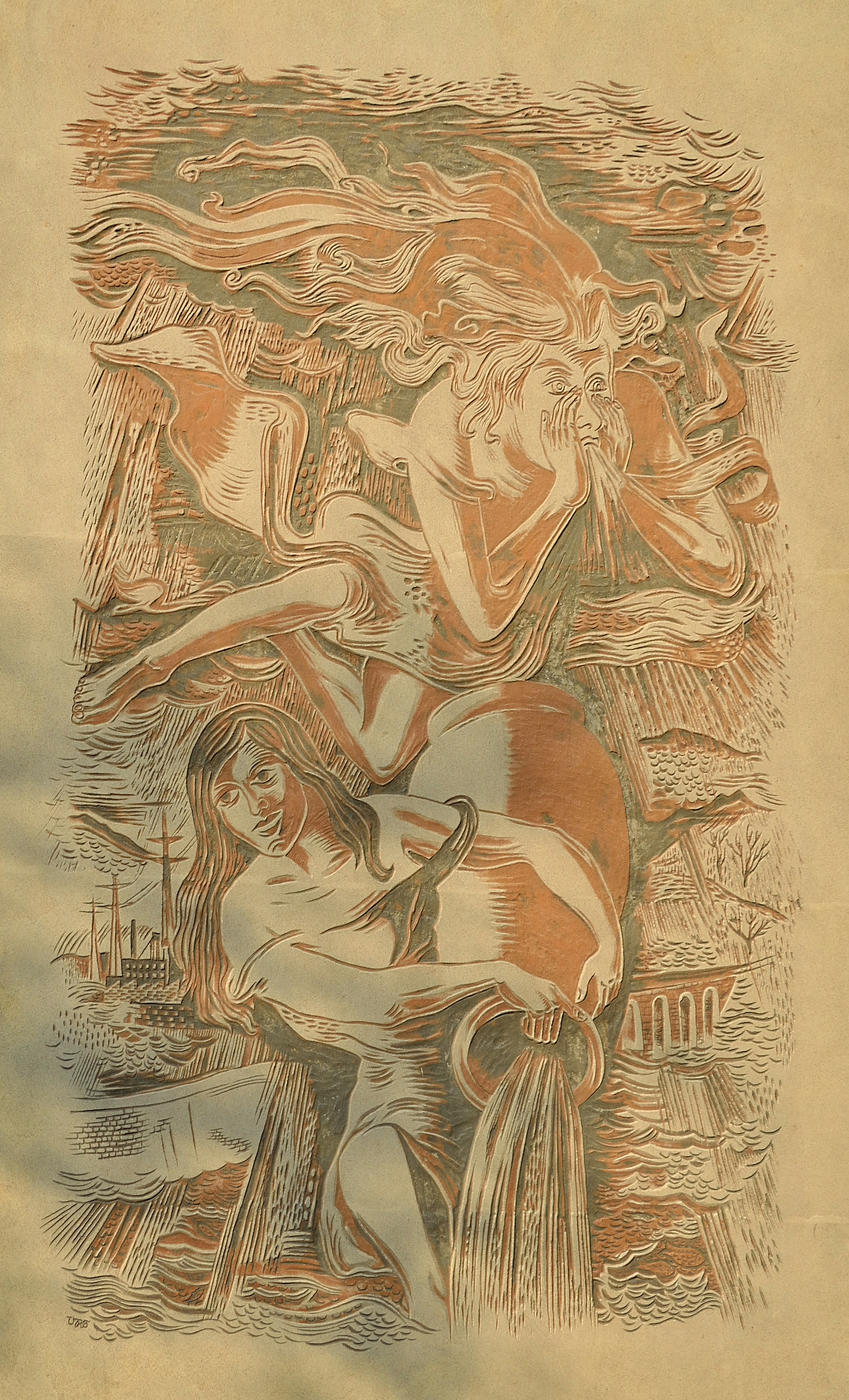
Sgraffito Luft und Wasser
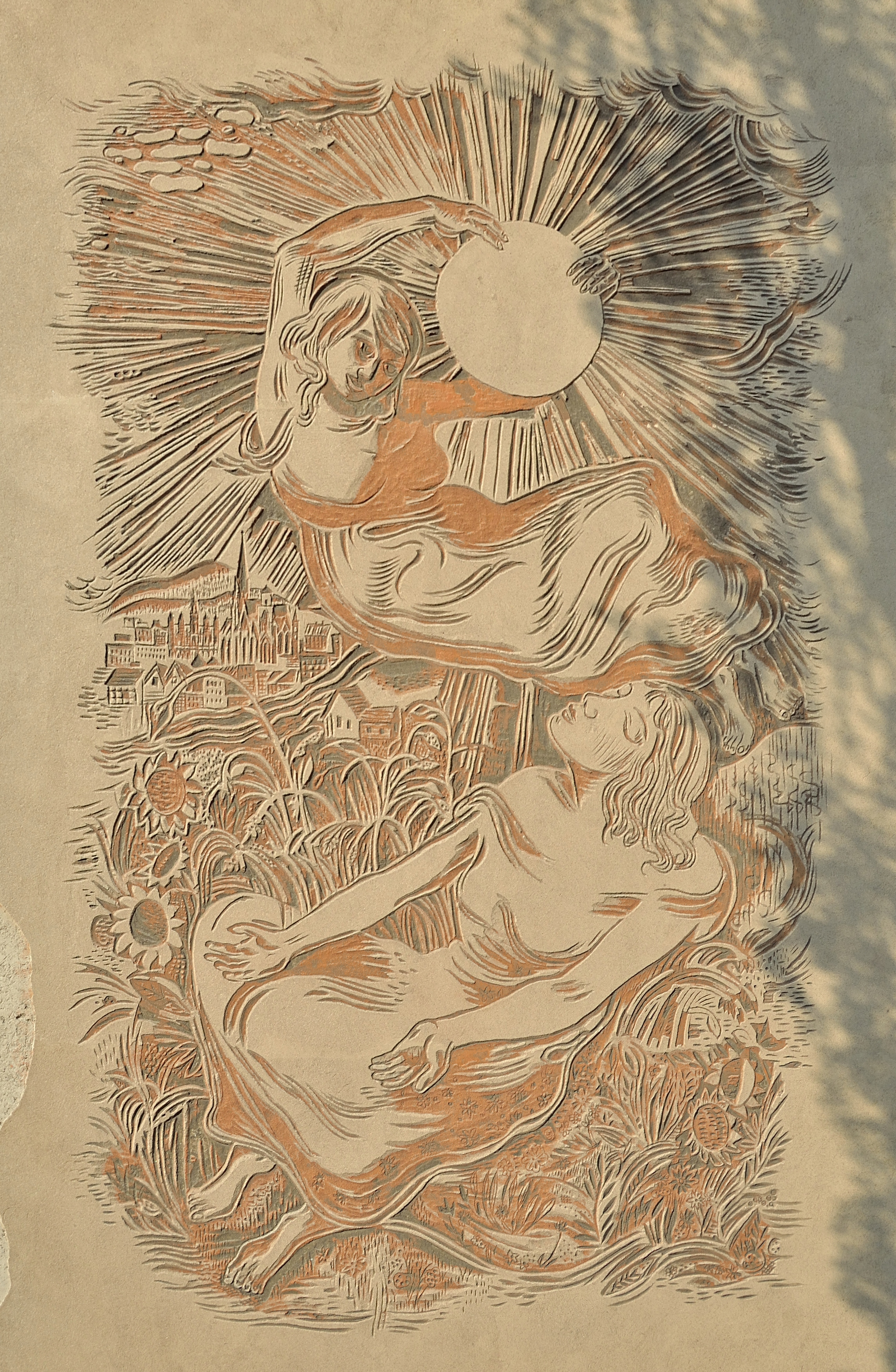
Sgraffito Feuer und Erde

### Nr. 34–40: Indianerhof
Ein Teil des sogenannten Indianerhofes, einer städtischen Wohnhausanlage aus den Jahren 1927–1930, liegt an der Hohenbergstraße. Der Bauteil wurde von dem Architekten Camillo Fritz Discher gestaltet, weist Ähnlichkeit mit einer Gartenstadt auf und besteht aus villenartigen Reihen- und Doppelhäusern.

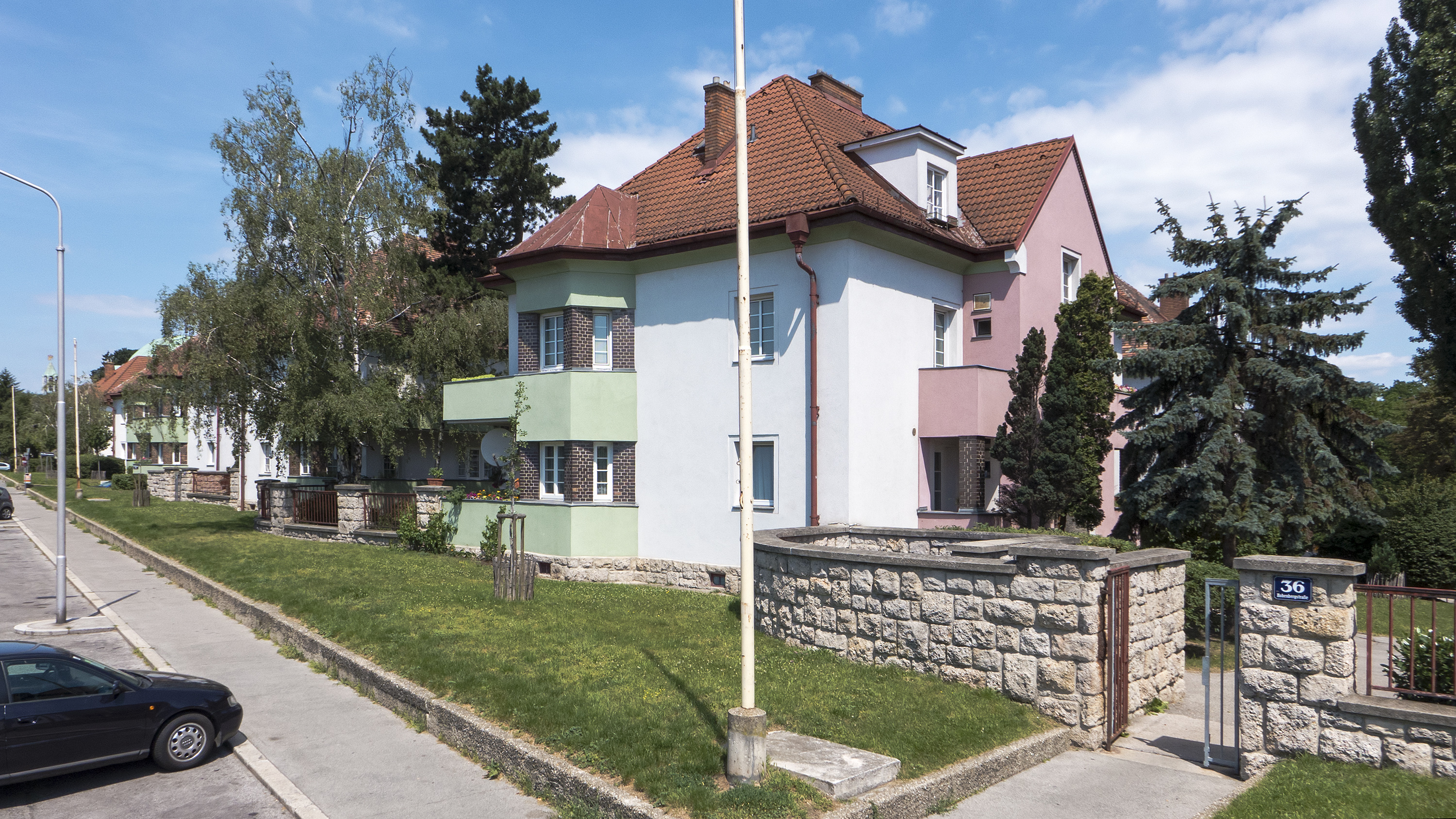
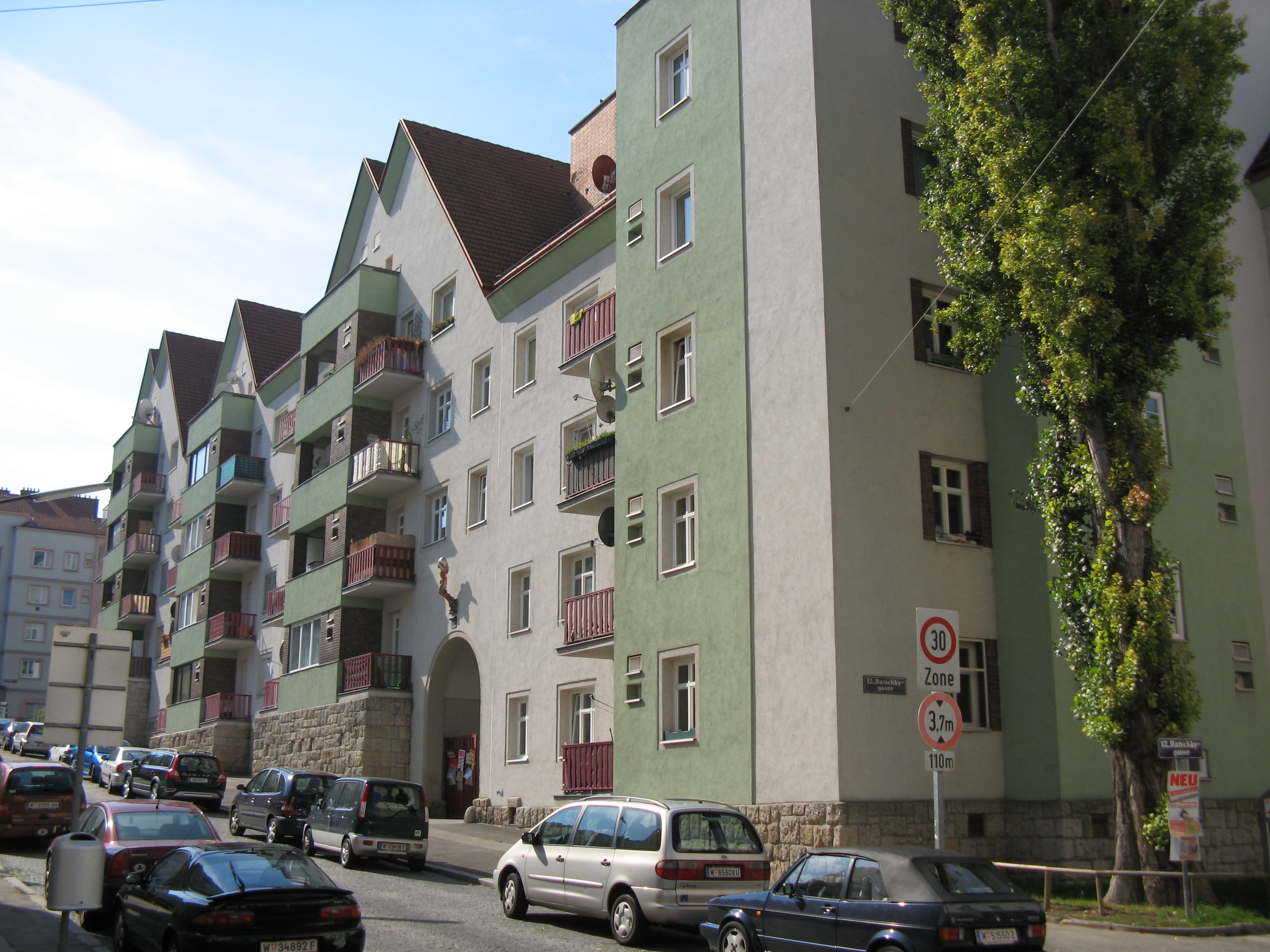
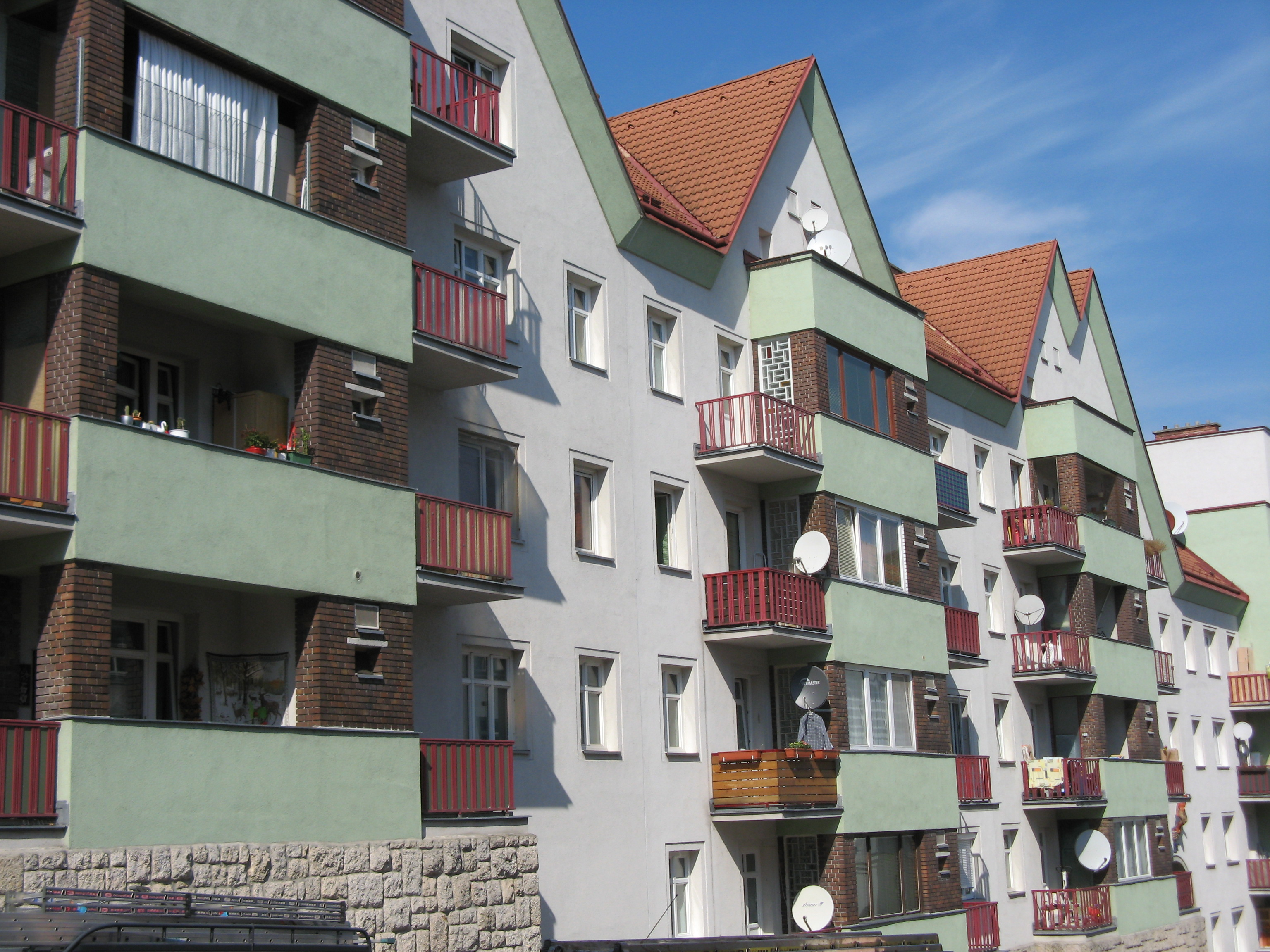
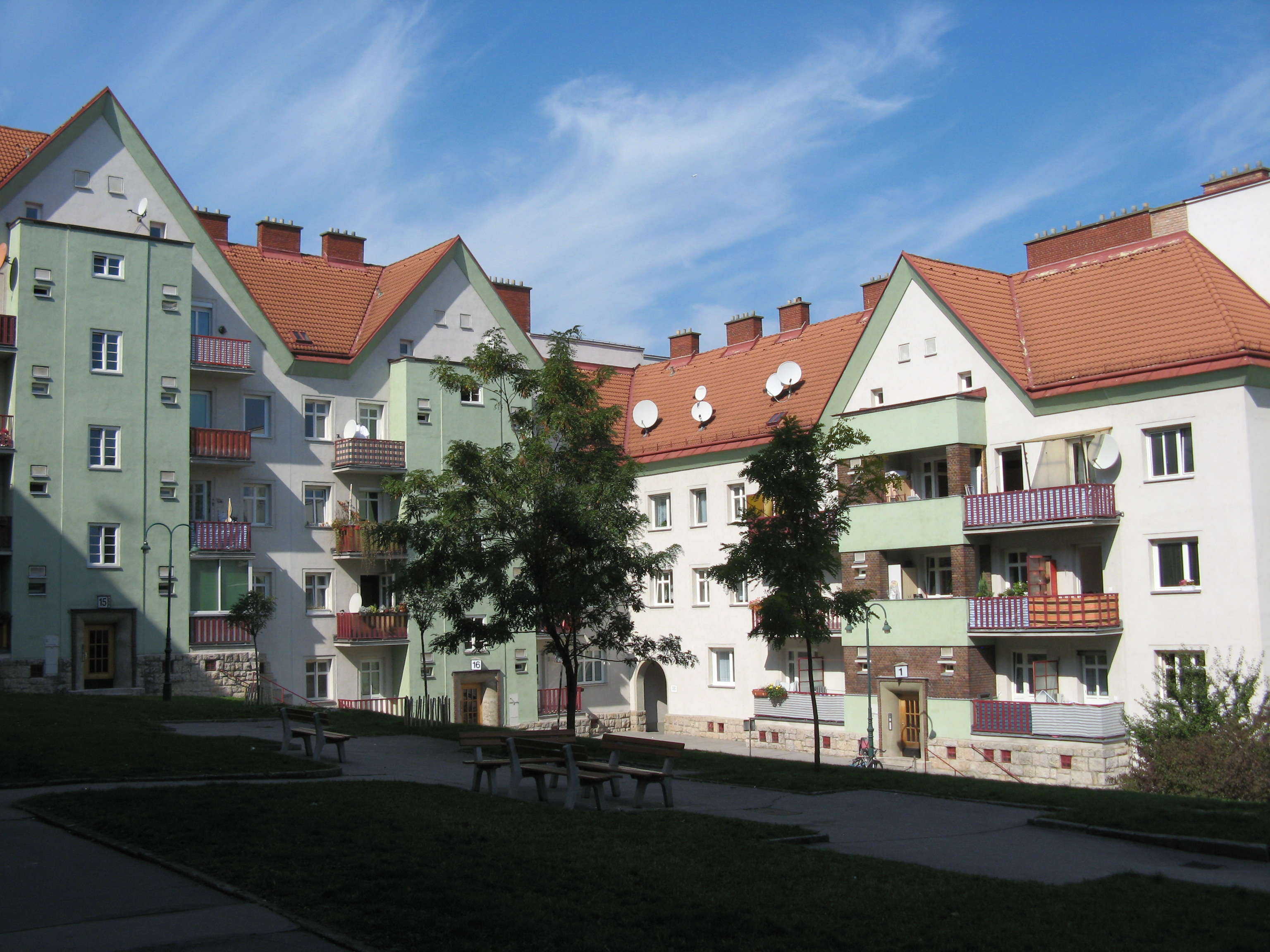
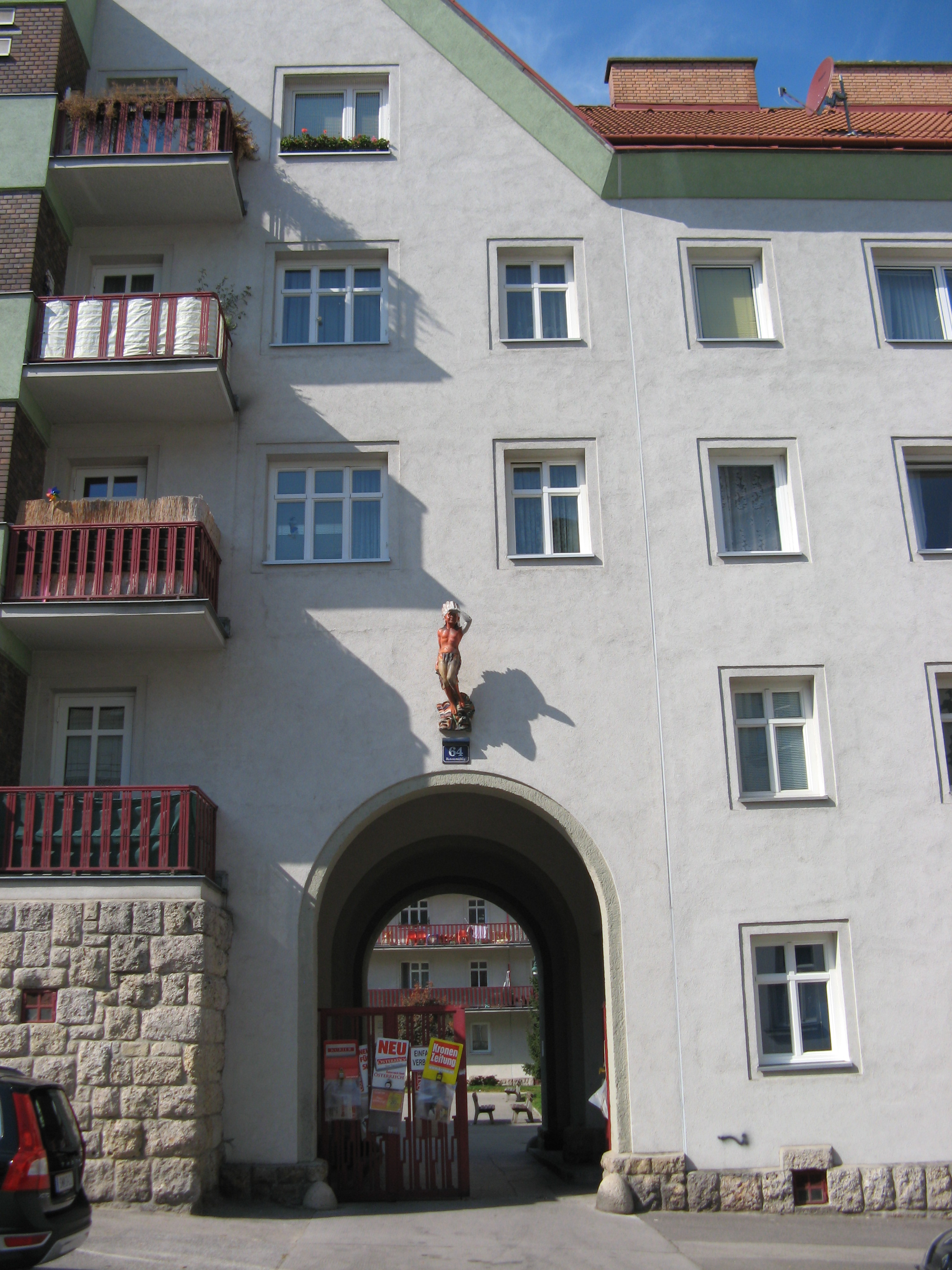
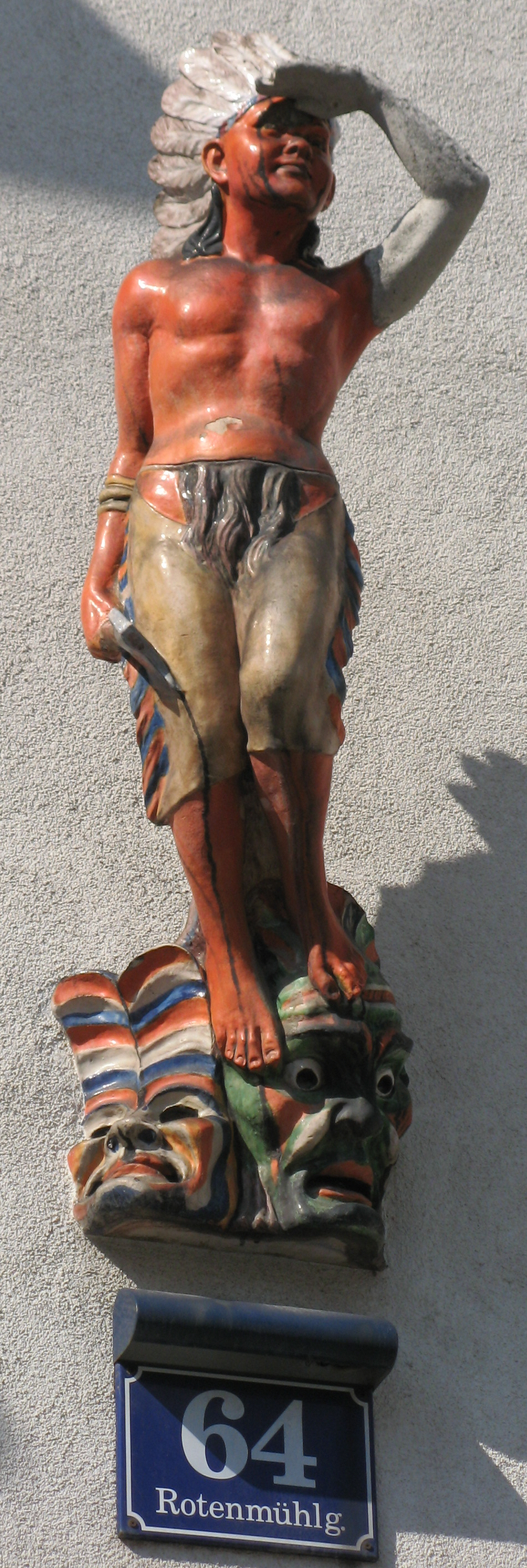
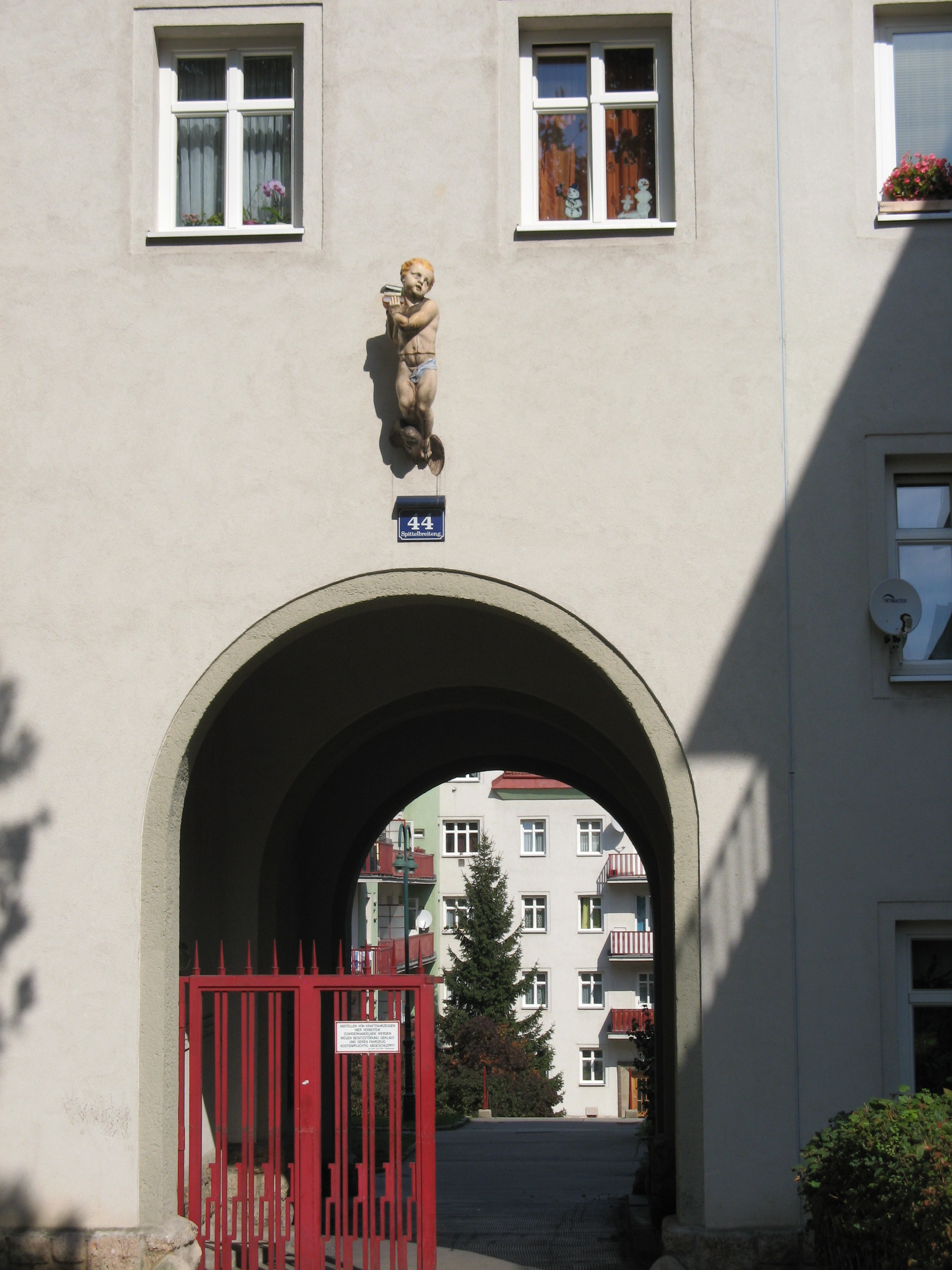
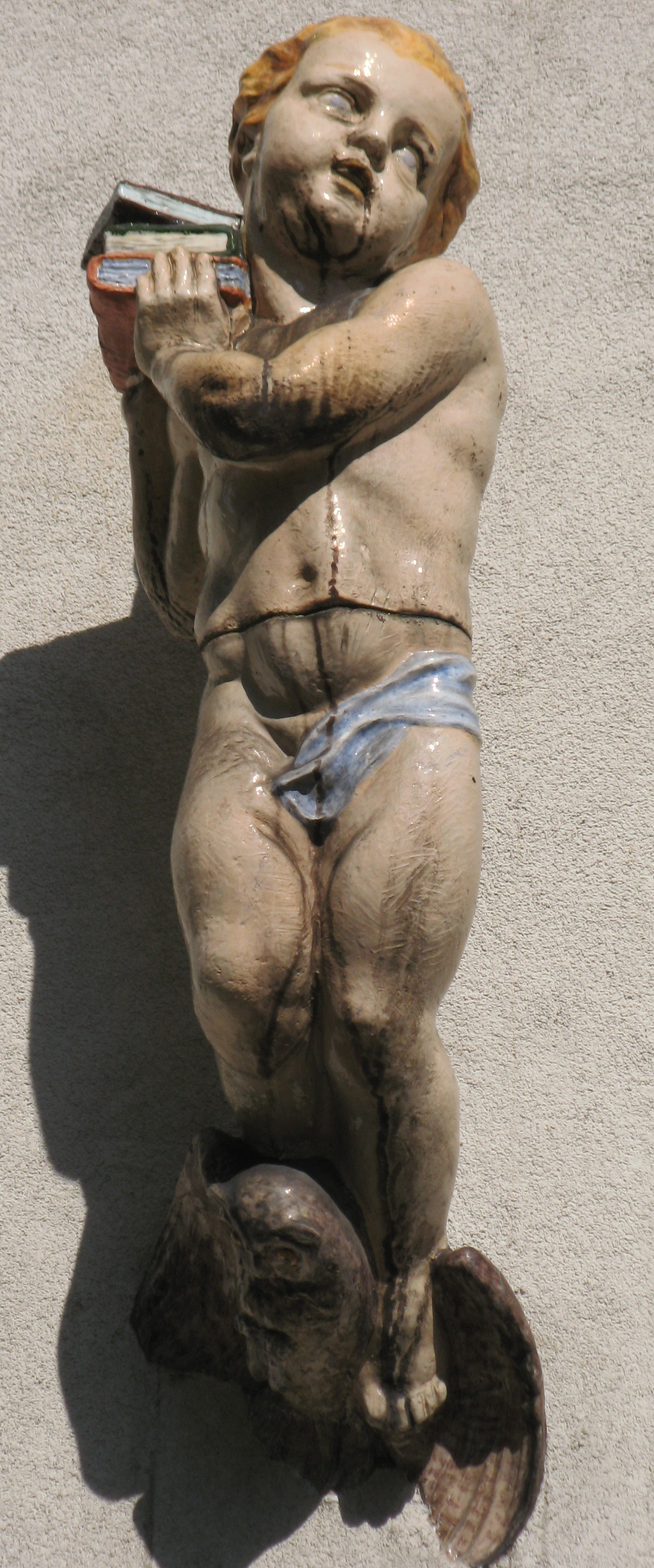
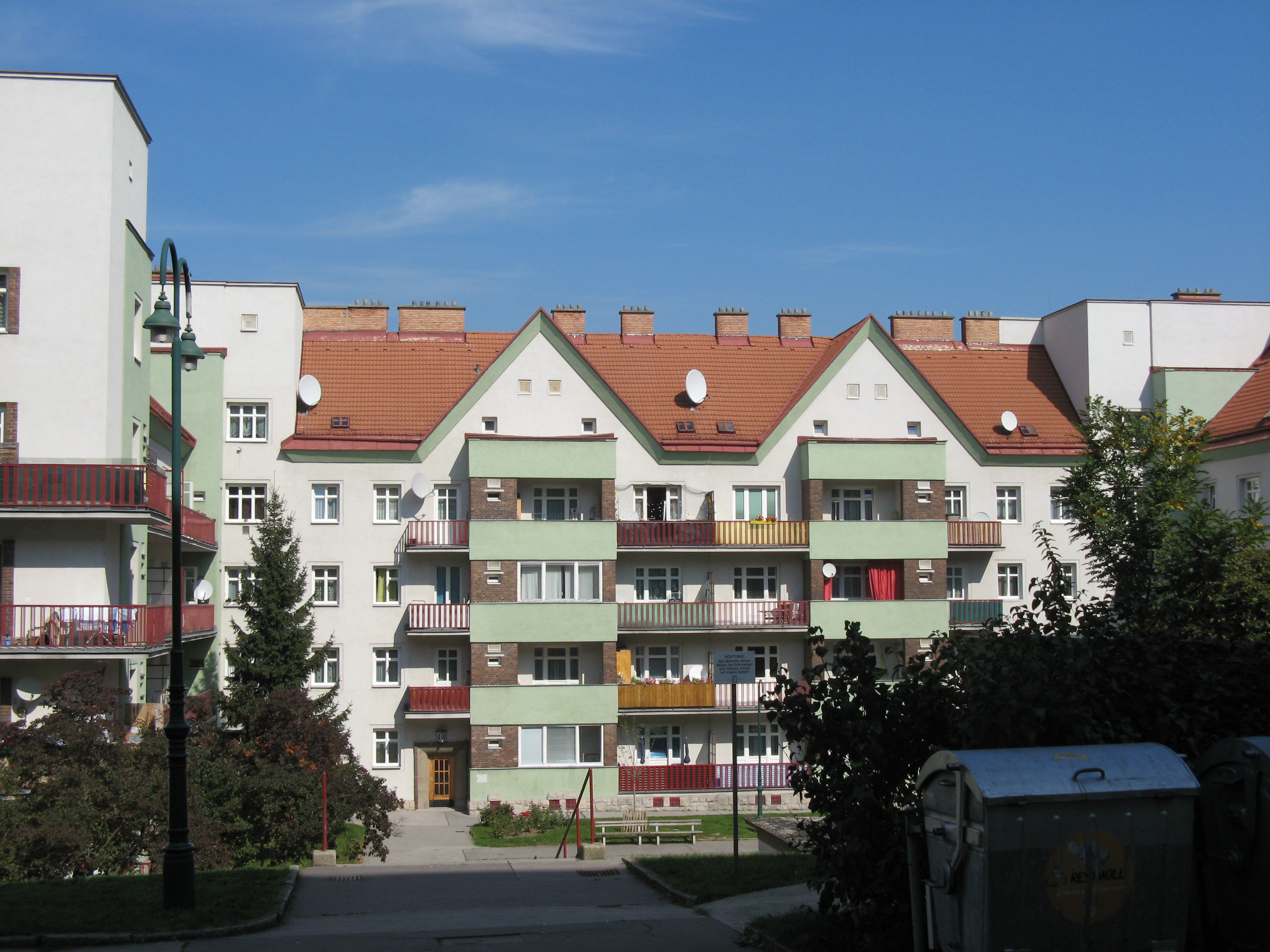

### Nr. 42: Gatterhölzlkirche
Die römisch-katholische Pfarrkirche zum hl. Klemens Maria Hofbauer befindet sich auf der sogenannten Meidlinger Höhe, einem Gelände, das einst zum Park des tiefer gelegenen Springer-Schlössls gehörte. Anstelle einer im Ersten Weltkrieg errichteten Notkirche, die seit 1935 Pfarrkirche war, wurde das heutige Gebäude 1955–1959 nach Plänen von Ladislaus Hruska erbaut. Der markante Kuppelbau aus Stahlbeton erinnert an byzantinische Formen.

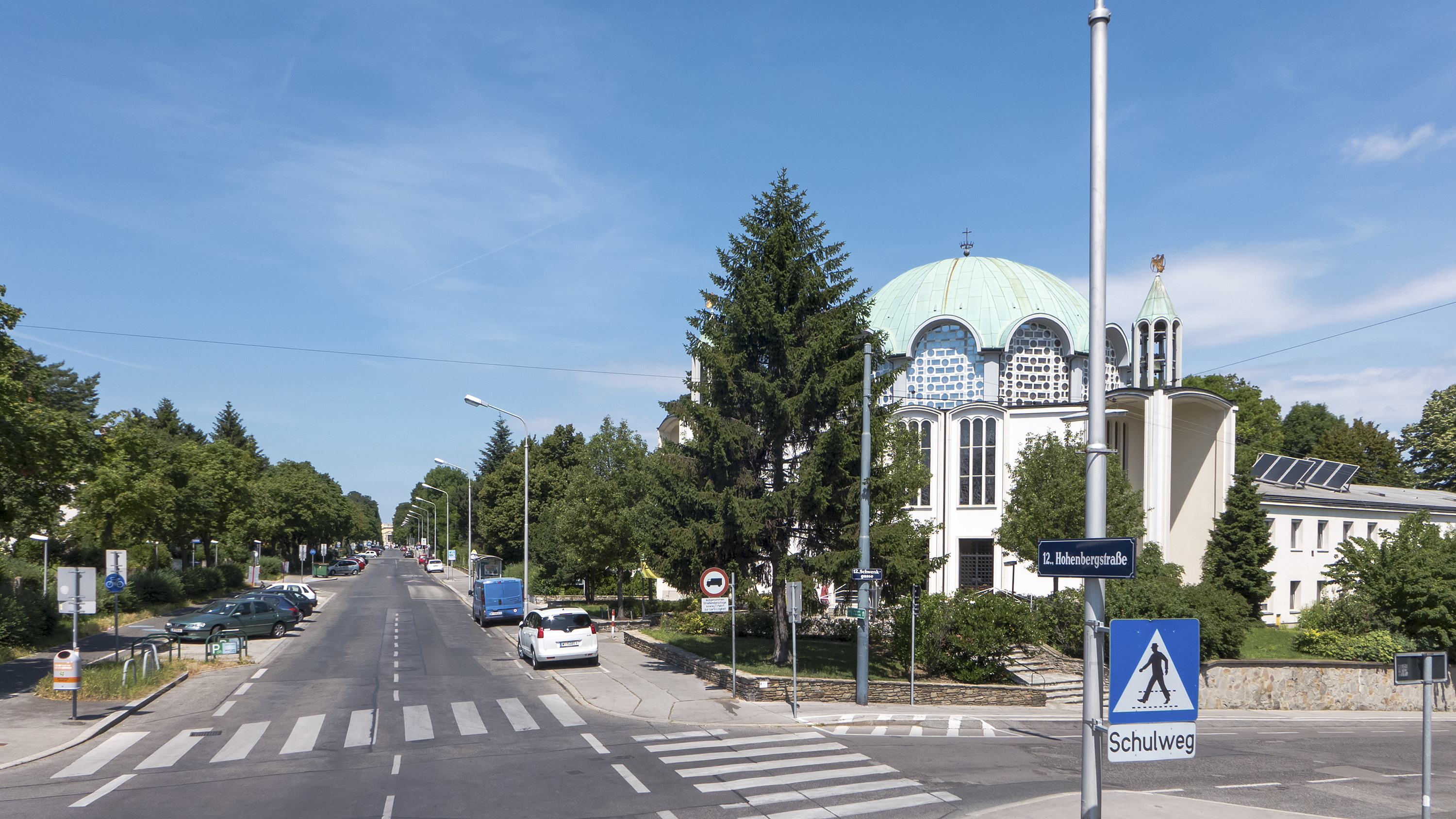
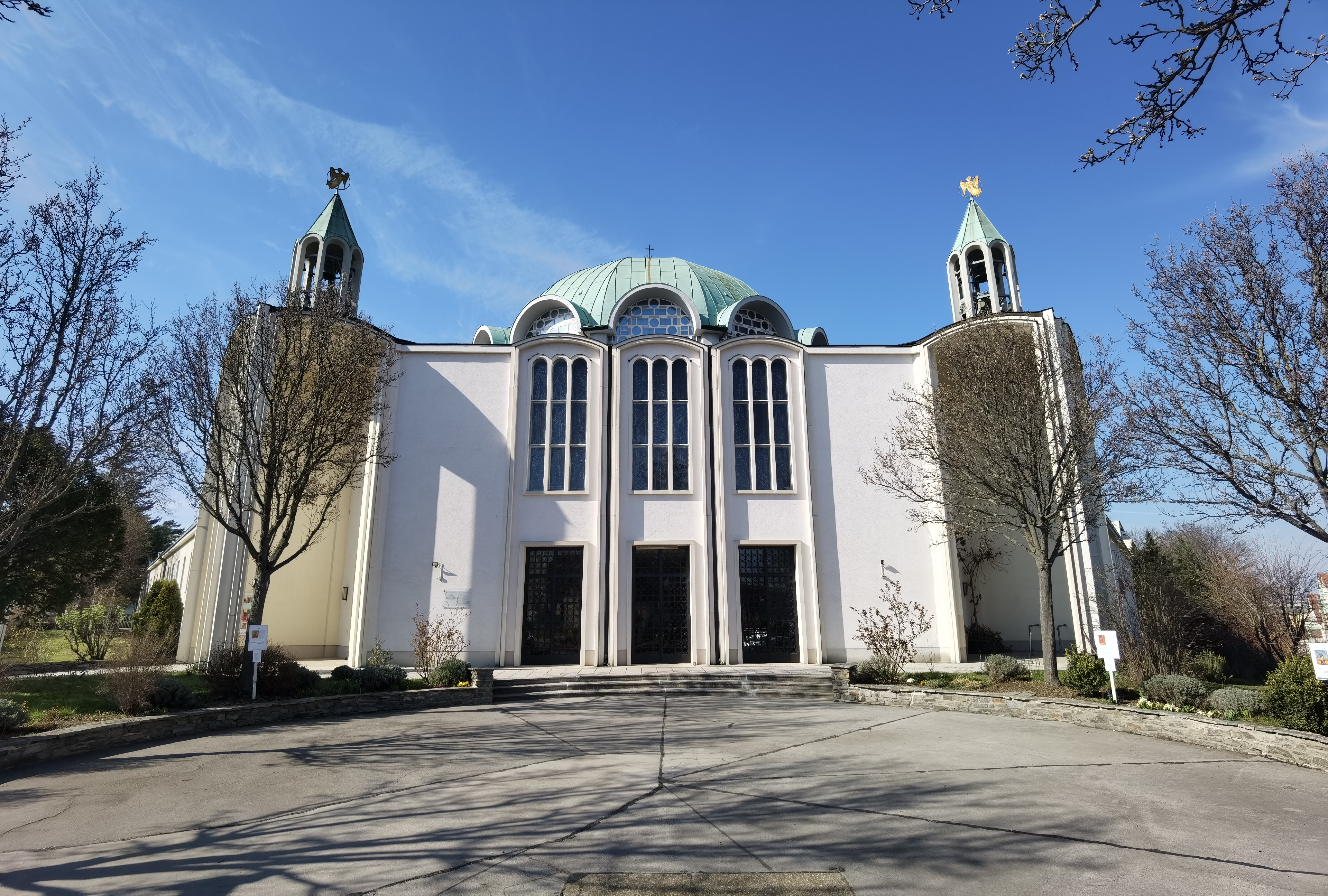
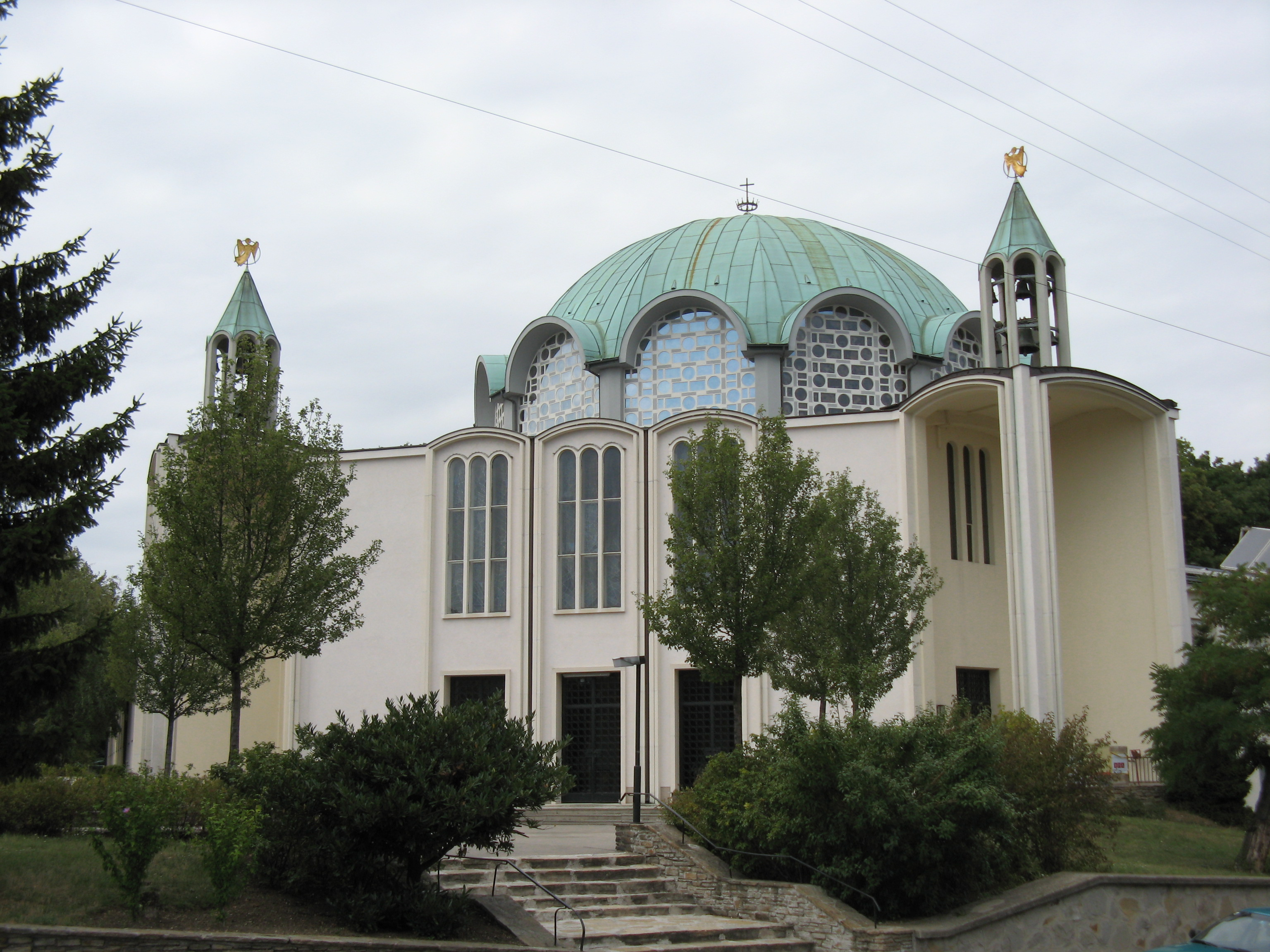
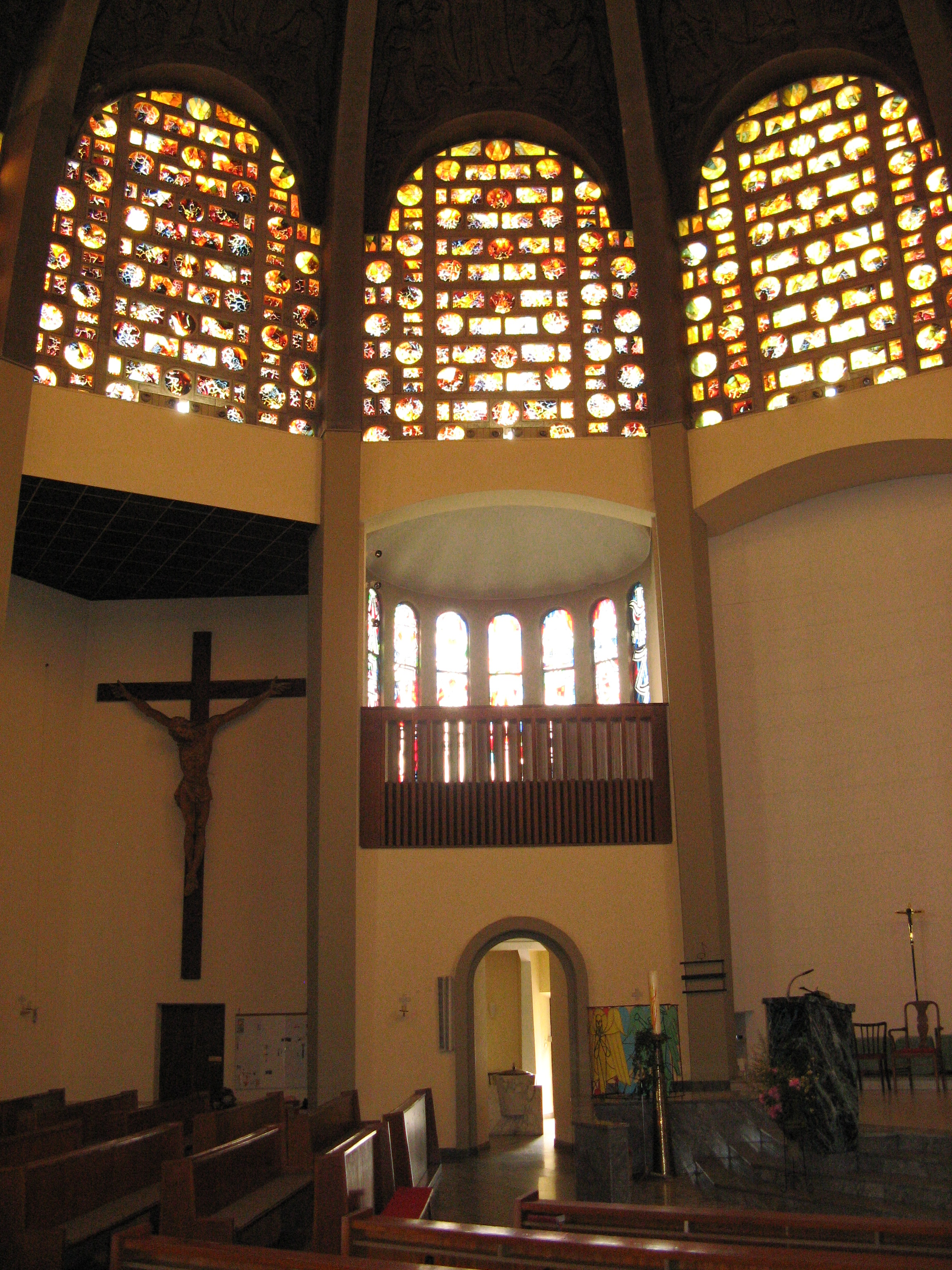
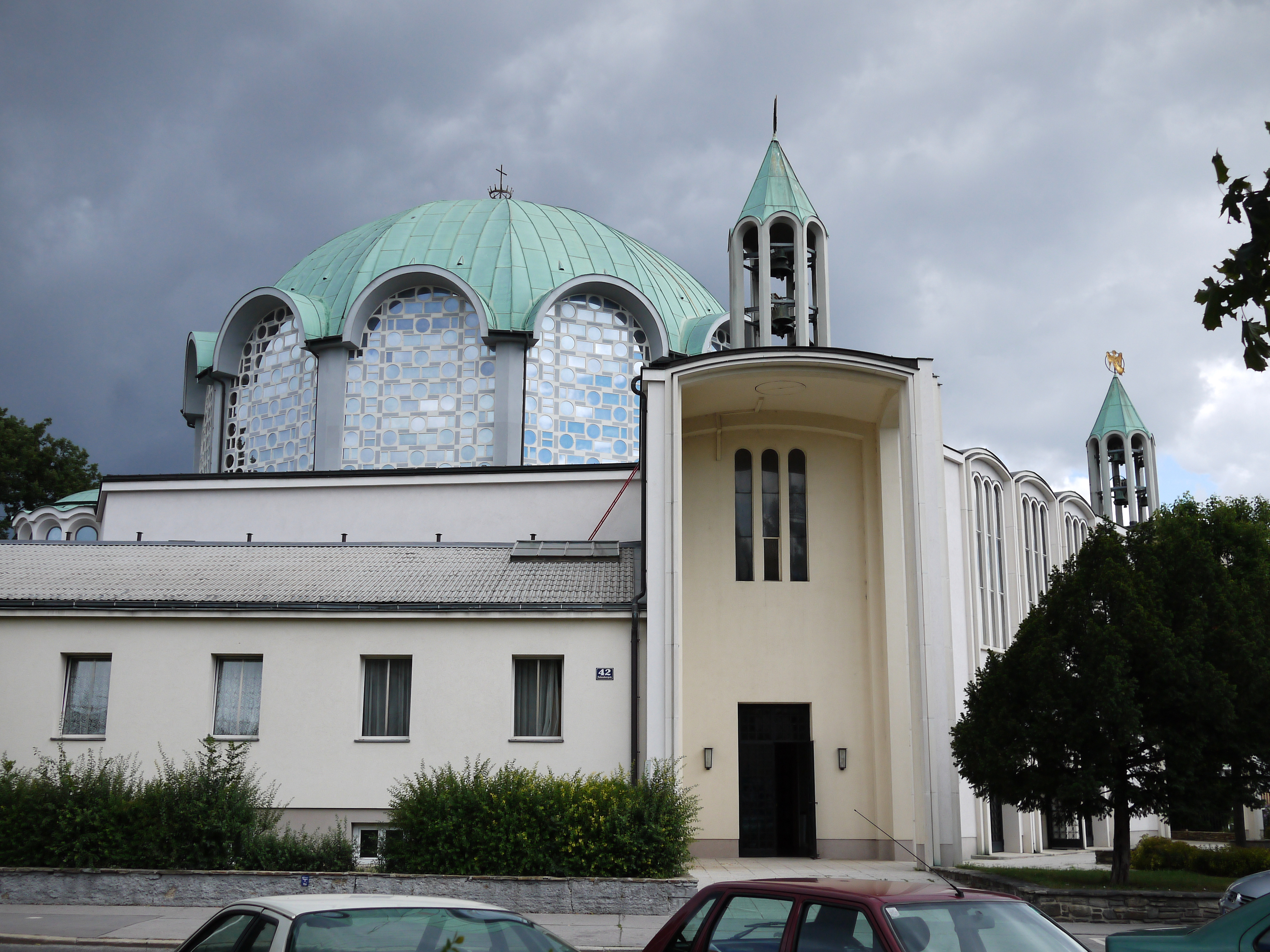
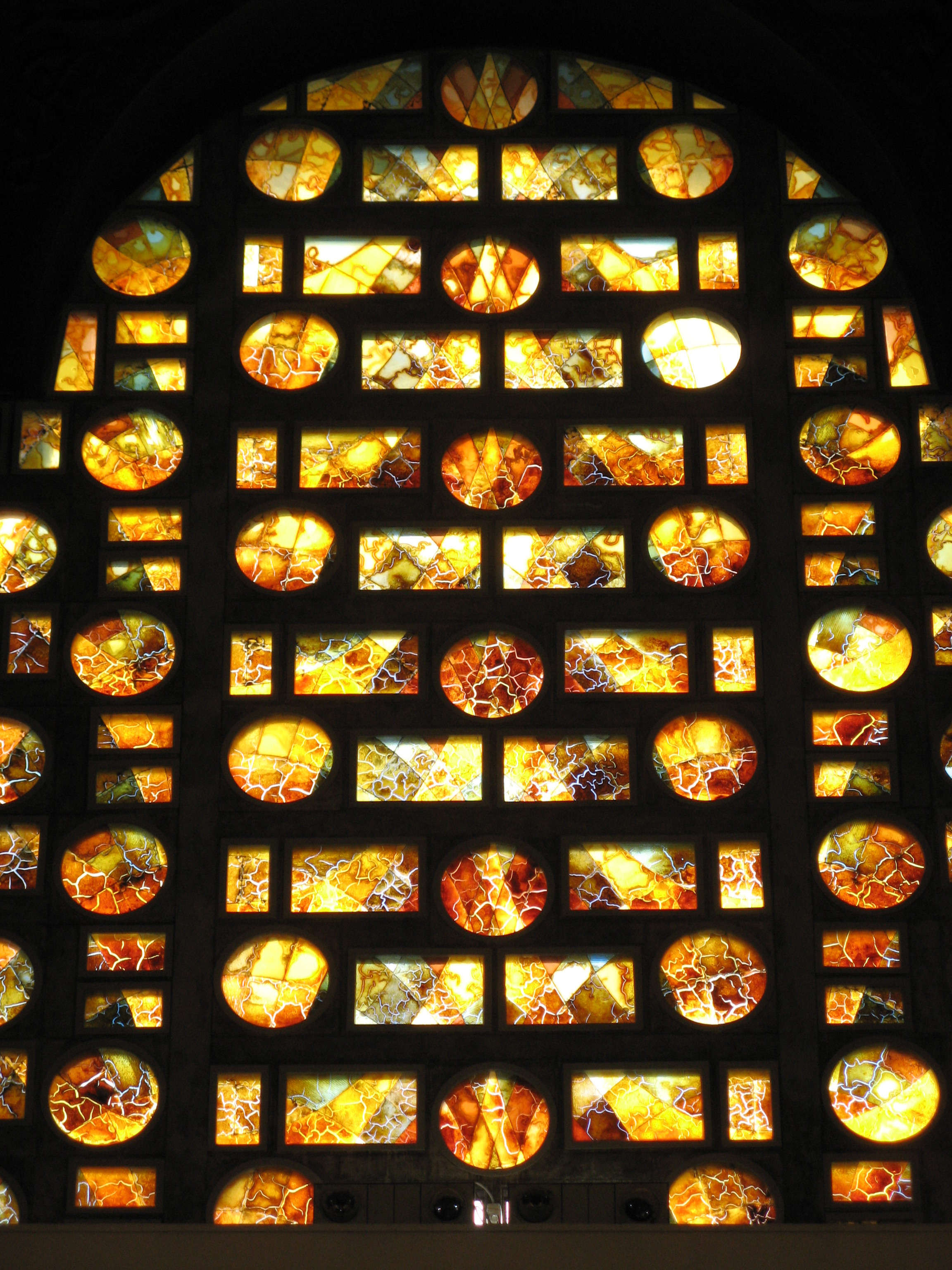
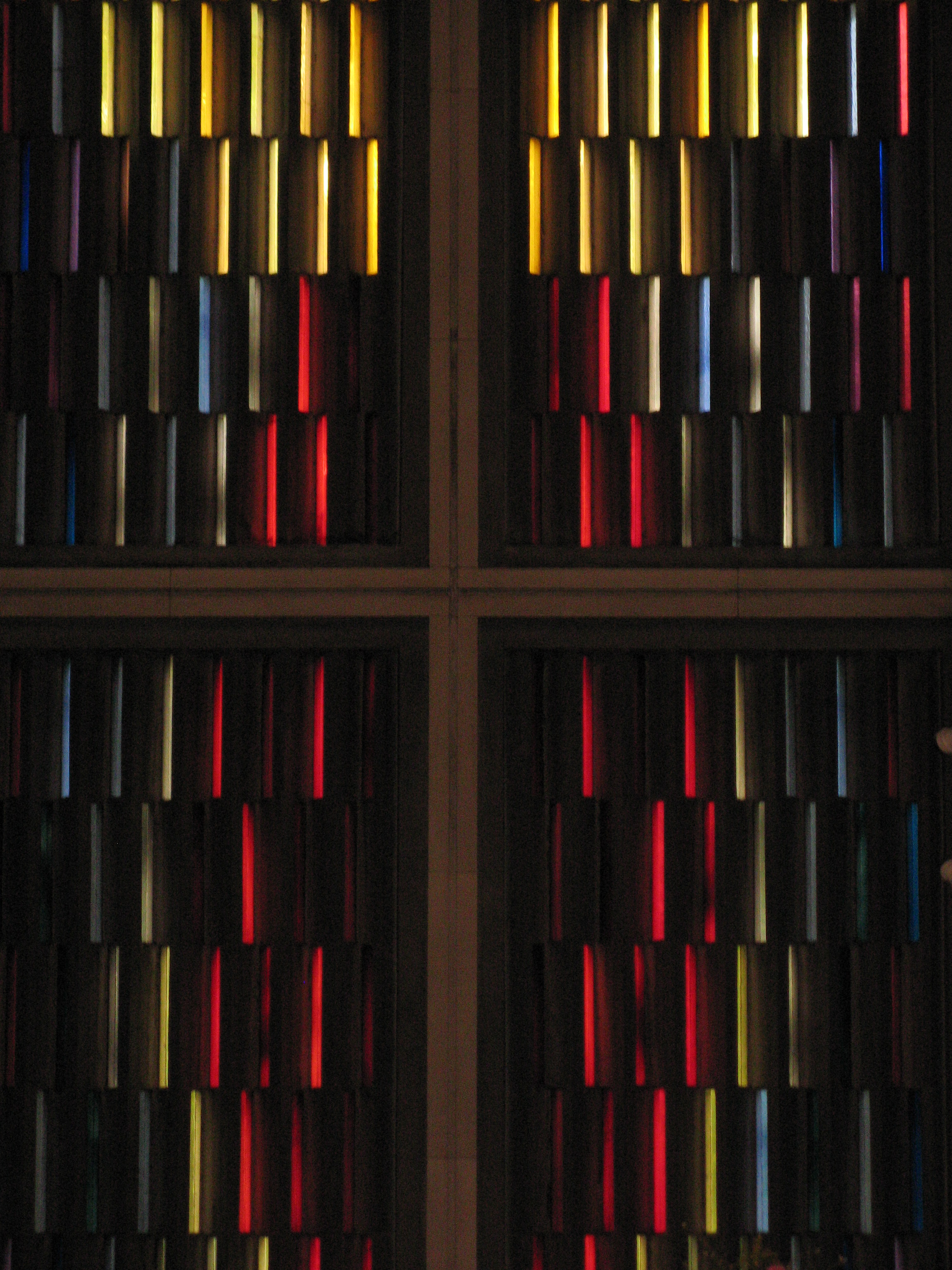
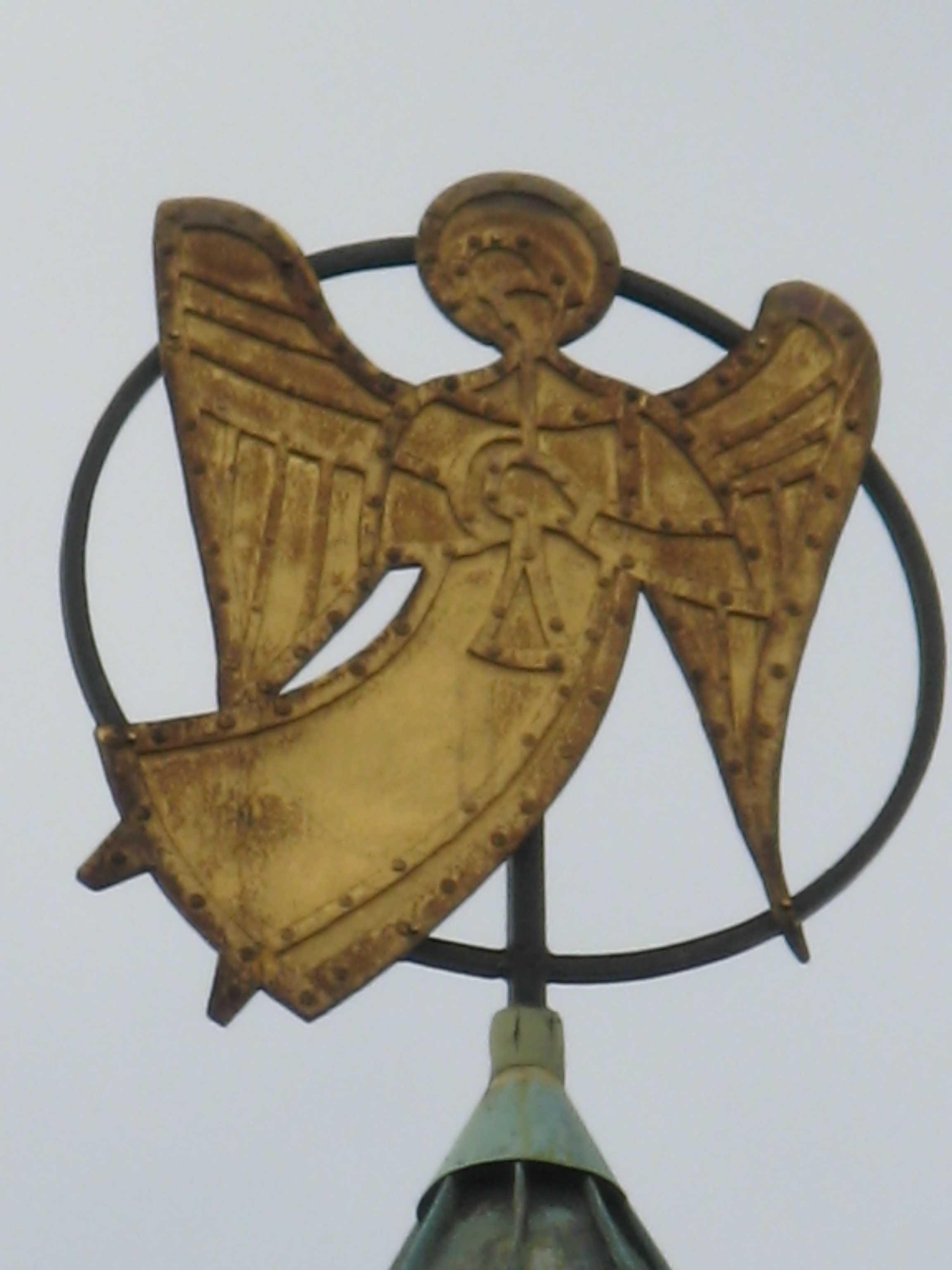

### Nr. 44–50: Julius-Raab-Hof
Die Wohnhausanlage wurde 1955–1961 nach Plänen des Architekten Josef Vytiska errichtet und ist nach Bundeskanzler Julius Raab († 1964) benannt.

### Nr. 58: einstiges Tivoli-Gelände

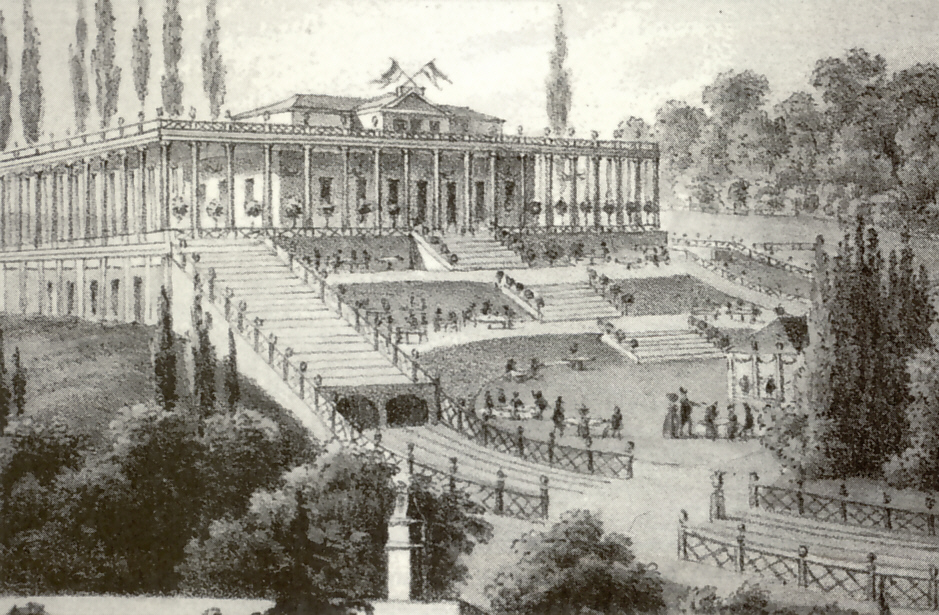
Tivoli mit Rutschbahn (um 1830)

Hier lag das Gelände des ehemaligen Vergnügungsetablissements „Tivoli“, das 1830 errichtet wurde. Angeschlossen war eine Rutschbahn. An den großen, hier veranstalteten Festen nahmen höchste Kreise der Kaiserfamilie und des Adels, aber auch des gehobenen Bürgertums teil. Die musikalische Untermalung besorgten Orchester unter der Leitung von Johann Strauss Vater, Joseph Lanner und Joseph Rezniczek. Später, als das kostspielige Unternehmen geschlossen werden musste, entstand hier eine Meierei, in der um die Jahrhundertwende auch gerne Künstler wie Gustav Klimt verkehrten. Daneben gab es Karussells und Vergnügungsbuden für das einfache Volk. Im Laufe des 20. Jahrhunderts verfiel das Tivoli und brannte 1980 schließlich ab. An seiner Stelle wurde ein Seniorenwohnhaus errichtet.